# یوبینتسی
یوبینتسی (به صربی: Ljubinci) یک منطقهٔ مسکونی در صربستان است که در الکساندراواک واقع شده‌است. یوبینتسی ۳۲۳ نفر جمعیت دارد.